# Ramkan
Ramkan (perski: رمكان) – miejscowość w południowym Iranie, w ostanie Hormozgan, na wyspie Keszm. W 2006 roku miejscowość liczyła 3385 mieszkańców w 672 rodzinach.